# John James Rickard Macleod
John James Rickard Macleod, FRS, škotski fiziolog, biokemik in akademik, nobelovec, * 6. september 1876, Cluny, Perthshire, Škotska, † 16. marec 1935, Aberdeen, Škotska.
Macleod se je v času svoje kariere posvečal številnim problemom v fiziologiji in biokemiji, najbolj pa je njegovo pozornost pritegnila presnova ogljikovih hidratov. Znan je predvsem po svoji vlogi pri odkritju in izolaciji insulina v času, ko je bil predavatelj na Univerzi v Torontu, za kar je leta 1923 skupaj s Frederickom Bantingom prejel Nobelovo nagrado za fiziologijo ali medicino. Podelitev nagrade Macleodu je bila ena spornejših potez Nobelovega sklada v zgodovini podeljevanja Nobelovih nagrad, saj je bila njegova vloga pri odkritju po prepričanju mnogih (na čelu z Bantingom) zanemarljiva. Šele več desetletij po dogodkih mu je neodvisna revizija zgodbe priznala bistveno več zaslug, kot so mu jih pripisovali.

## Življenje in delo
Rodil se je v vasi Cluny blizu kraja Dunkeld v osrednjem Škotskem kot sin duhovnika Roberta Macleoda. Kmalu po njegovem rojstvu so očeta premestili v Aberdeen, kjer je John končal gimnazijo in kasneje vpisal študij medicine na tamkajšnji univerzi. Naziv doktorja medicine je dosegel leta 1898. Štipendija mu je omogočila enoletno izpopolnjevanje na Univerzi v Leipzigu. Po vrnitvi je dobil mesto demonstratorja medicine v medicinski šoli Londonske bolnišnice (danes Kraljeva londonska bolnišnica), kjer so ga leta 1902 imenovali še za predavatelja biokemije. Istega leta je doktoriral na Univerzi v Cambridgeu s področja javnega zdravstva. V tem času je izšlo njegovo prvo znanstveno delo, članek o vsebnosti fosforja v mišicah.
Leta 1903 je odšel v Združene države Amerike, kjer je postal profesor fiziologije na Univerzi Western Reserve v Clevelandu (danes Univerza Case Western Reserve) in tam deloval nadaljnjih 15 let. Med prvo svetovno vojno je opravljal različne vojne zadolžitve. Del zimskega semestra 1916 je bil tudi predavatelj fiziologije na McGillovi univerzi v kanadskem Montrealu. Po vojni leta 1918 je odšel predavat fiziologijo na Univerzo v Torontu. Bil je direktor laboratorija za fiziologijo in pomočnik dekana medicinske fakultete. V tem času se je ukvarjal z raznovrstnimi problemi v fiziologiji in biokemiji - kemizmom povzročitelja tuberkuloze, vplivom elektrošokov na organizem, presnovo kreatinina, krvnim obtokom v možganih idr. Leta 1905 sta njegovo pozornost pritegnila presnova ogljikovih hidratov in sladkorna bolezen, o čemer je poleg številnih znanstvenih člankov napisal več monografij. Poleg tega se je aktivno posvečal izobraževanju; bil je priljubljen kot predavatelj, pomembno pa je prispeval tudi k oblikovanju šestletnega programa študija medicine na Univerzi v Torontu.

### Frederick Banting in odkritje insulina
Konec leta 1920 je z njim navezal stik mlad kanadski zdravnik Frederick Grant Banting, ki se je domislil, da bi zdravil sladkorno bolezen z ekstraktom odmrle trebušne slinavke. Macleod nad idejo ni bil navdušen, saj je za razliko od Bantinga dobro poznal predhodne propadle poskuse v tej smeri in menil, da je pri uravnavanju koncentracije glukoze v krvi pomembnejša vloga živčevja. Kljub temu, da Banting ni imel praktično nobenih izkušenj s fiziologijo, je sčasoma prepričal Macleoda, da mu odstopi prostor v laboratoriju, dokler bo počitnikoval na Škotskem. Macleod mu je dal na voljo laboratorij, poskusne živali in svojega študenta, Charlesa Besta, ki je delal v laboratoriju kot demonstrator. Poleg tega je svetoval pri načrtovanju projekta in uporabi analitskih tehnik ter asistiral pri operaciji prvega poskusnega psa. Med njegovo odsotnostjo je Bantingu in Bestu, ki sta se odlično ujela, uspel preboj - izolirala sta notranji izloček trebušne slinavke in z njim uspešno znižala nivo krvnega sladkorja pri drugem psu s kirurško odstranjeno trebušno slinavko.
Macleod je bil po vrnitvi presenečen nad njunim uspehom in je podvomil v rezultate. Impulzivni Banting je to vzel kot napad na svojo integriteto. Resneje so se sprli, vendar je nazadnje sprejel Macleodovo navodilo, da so potrebne dodatne raziskave. Uspelo mu je tudi izboriti izboljšanje razmer in plače za oba. Tudi nadaljnji poskusi so bili uspešni in trojica je začela predstavljati svoje delo na strokovnih srečanjih. Macleod je bil mnogo boljši in izkušenejši govorec in Banting je dobil vtis, da hoče prevzeti zasluge. Odkritje je bilo prvič v celoti objavljeno februarja 1922 v reviji The Journal of Laboratory and Clinical Medicine. Kot avtorja sta bila podpisana le Banting in Best, Macleod pa je odklonil soavtorstvo. Kljub uspehu je ostala težava, kako dobiti dovolj velike količine ekstrakta za nadaljnje poskuse. Skupaj so se domislili ekstrakcije z alkoholom, ki se je izkazala za mnogo učinkovitejšo od prejšnjih metod, kar je prepričalo Macleoda, da je preusmeril vso dejavnost laboratorija v raziskave insulina in vključil za pomoč pri čiščenju ekstrakta še biokemika Jamesa Collipa.
Prvi klinični poskus na človeku je bil neuspešen. Poleg tega se je Banting počutil odrinjenega, ker zaradi pomanjkanja kvalifikacij ni mogel sodelovati. Do zime 1922 je bil prepričan, da so se vsi Macleodovi sodelavci zarotili proti njemu. Hkrati je zaradi slabih odnosov z odhodom zagrozil še Collip in šele posredovanje sodelavcev, ki so uvideli potencial raziskav skupine, je pomirilo strasti. Januarja 1923 so izvedli prvi uspešni klinični poskus na diabetiku in kmalu še druge. Kljub temu, da so bili pod objave podpisani vsi sodelujoči, se je Banting počutil še bolj odrinjenega, saj je Macleod prevzel vso organizacijo kliničnih poskusov in pridobivanja večjih količin ekstrakta. Macleodovo predstavitev rezultatov na srečanju Združenja ameriških zdravnikov 3. maja 1922 v Washingtonu, ki se je Banting in Best protestno nista udeležila, so pospremile stoječe ovacije. Hkrati so demonstracije učinkovitosti novega zdravljenja pritegnile izjemno pozornost javnosti, saj so bile ozdravitve bolnikov (predvsem otrok), ki so bili do tedaj obsojeni na smrt, v očeh svojcev skoraj čudežne. Množično proizvodnjo je prevzelo farmacevtsko podjetje Eli Lilly & Co., vendar brez ekskluzivnega patenta, ki so ga Macleod in sodelavci prepisali na britanski Svet za medicinske raziskave, da bi preprečili izkoriščanje.
Poleti 1923 so se Macleod, Collip in Best lotili drugih raziskav. Macleod je odšel na morsko biološko postajo v St. Andrews, kjer je raziskoval ribe žarkoplavutarice iz skupine Teleostei, ki imajo ločeni regiji otočastega in acinarnega tkiva v trebušni slinavki. Z ločenim ekstrahiranjem iz obeh regij je dokazal, da insulin izločajo Langerhansovi otočki in ne acinarno tkivo. Banting je medtem ostal v Torontu in počasi začel spreminjati zgodbo v svoj prid. Odnosi so se zaradi nasprotujočih si objav v medijih znova zaostrili in nazadnje je Banting začel trditi, da so vse zasluge njegove, Macleod pa da ga je ves čas samo oviral in je naredil samo to, da mu je pustil ključe od laboratorija ter odšel na dopust.

### Kasnejša leta
John Macleod se je leta 1928 vrnil na Škotsko in postal profesor fiziologije ter kasneje še dekan medicinske fakultete na Univerzi v Aberdeenu. Med letoma 1929 in 1933 je bil tudi član Sveta za medicinske raziskave. Razen pisnega poročila o odkritju, ki ga je napisal leta 1922, da bi pojasnil svojo plat zgodbe, se v spor okrog zaslug ni več vpletal. Banting ga je naravnost sovražil in do konca nista več spregovorila.
Macleod se z insulinom ni več ukvarjal, ostal pa je aktiven kot raziskovalec, predavatelj in avtor. Njegova zadnja pomembnejša raziskava je dokazala, da ima osrednje živčevje kljub vsemu bistveno vlogo pri uravnavanju biokemijskih procesov, udeleženih pri presnovi glukoze, kot je menil že od samega začetka. Teorija o pretvorbi maščob v ogljikove hidrate pa za časa njegovega življenja ni doživela epiloga z eksperimentalnim dokazom, čeprav je podal več posrednih dokazov zanjo. V zasebnem življenju se je ukvarjal z golfom, motorizmom in slikanjem. Poročen je bil z Mary W. McWalter, par ni imel otrok. Umrl je leta 1935 v domačem Aberdeenu, po več letih borbe z artritisom. Kljub bolečinam je ostal vitalen skoraj do smrti - še leta 1933 je izvedel turnejo predavanj po ZDA, leta 1934 pa s soavtorji končal 7. izdajo svoje knjige Physiology and Biochemistry in Modern Medicine.
Po Bantingovi smrti v letalski nesreči leta 1941 je pričel Best s prijatelji razširjati Bantingovo verzijo zgodbe o odkritju in je v naslednjem desetletju v javnosti načrtno izničil prispevek Macleoda in Collipa. Šele v 1950. letih je bila objavljena prva neodvisna strokovna revizija vseh plati zgodbe, ki je priznala zasluge vsem štirim. Macleodova javna podoba je bila pod vtisom Bantingove zgodbe še mnogo kasneje, saj je še leta 1973 izšel britanski televizijski film Comets Among the Stars, v katerem je bil lik Johna Macleoda izrazito temačen in odbijajoč. Druga dramatizacija odkritja, televizijski film Glory Enough for All (1988), ga je prikazala v objektivnejši luči. Takrat je že bilo sprejeto, da je Bantingova in Bestova zgodba izkrivljena, saj je prišla na dan dokumentacija, ki je omogočila natančno rekonstrukcijo dogodkov. Do Bestove smrti je namreč dokumentacijo hranila Univerza v Torontu, katere vodstvo se je želelo izogniti pogrevanju spora in je več kot 50 let preprečevalo dostop raziskovalcem.

## Dela
John Macleod je bil plodovit pisec. Njegov prvi članek iz leta 1899 je bil na temo vsebnosti fosforja v mišicah in do konca kariere je bil podpisan kot avtor ali soavtor okrog 200 znanstvenih člankov. Poleg teh je napisal enajst monografij, med njimi:
- Practical Physiology (1903)
- Recent Advances in Physiology (z Leonardom Hillom, 1905)
- Diabetes: its Pathological Physiology (1913)
- Physiology for dental students (z R.G. Pearceom, 1915)
- Physiology and Biochemistry in Modern Medicine (1. izdaja 1918)
- Insulin and its Use in Diabetes (z W. R. Campbellom, 1925)
- Carbohydrate Metabolism and Insulin (1926)
- The Fuel of life: Experimental Studies in Normal and Diabetic Animals (1928)

## Priznanja
Že pred najpomembnejšim odkritjem je Macleod kot fiziolog užival precejšen ugled in je bil leta 1919 izvoljen za člana Kraljeve družbe Kanade, leta 1921 pa za predsednika Ameriškega fiziološkega društva. Po letu 1923 so se priznanja kar vrstila. Med drugim je bil izvoljen za člana Kraljeve družbe iz Londona, Kraljeve družbe iz Edinburga, dopisnega člana Nemške akademije znanosti Leopoldina in častnega člana Medicinske akademije (Regia Accademia Medica) v Rimu. Njegov ugled v Kanadi pa je bil še desetletja pod vplivom Bantingove zgodbe, zato Macleoda tam niso cenili.
Naposled je njegov prispevek znanosti prepoznala tudi širša javnost (vključno s kanadsko). Po njem se danes imenujeta avditorij centra za medicinske raziskave Univerze v Torontu in nagrada britanske dobrodelne organizacije Diabetes UK za bolnike, ki preživijo s to boleznijo 70 let. Leta 2011 je bil sprejet v Kanadski medicinski hram slavnih.

### Nobelova nagrada
Takoj po prvih uspehih kliničnih raziskav se je odzval tudi odbor za podelitev Nobelovih nagrad. Jeseni leta 1923 sta Frederick Banting ter Macleod prejela Nobelovo nagrado za fiziologijo ali medicino, čeprav dolgoročnega pomena odkritja še ni bilo mogoče predvideti. Nominiral ju je danski fiziolog in nobelovec August Krogh, ki je pred tem obiskal Macleodov laboratorij in odnesel metodo na Dansko (njegova žena je imela sladkorno bolezen). Komisija je presodila, da so bili njegovo delo pri interpretaciji podatkov in upravljanju kliničnih preskusov ter visok nivo predstavljanja strokovni javnosti ključni za uspeh, zato je nagrado podelila obema. Banting je pobesnel, saj je bil prepričan, da jo namesto Macleoda zasluži Best in je sprva ni hotel niti sprejeti. Naposled jo je vendarle sprejel, a je polovico svojega dela denarne nagrade odstopil Bestu. Macleod je zasluge priznal tudi Collipu in mu odstopil polovico svojega dela. Leta 1972 je tudi Nobelov sklad v uradnem pregledu zgodovine podelitev priznal, da je bila izpustitev Besta napaka.
Odkritje ekstrakta trebušne slinavke, ki znižuje nivo glukoze v krvi, je osem mesecev pred člankom Bantinga in Besta objavil romunski fiziolog Nicolae Paulescu. Poimenoval ga je pankrein. V svojem članku sta ga celo citirala, ampak sta napačno interpretirala njegove ugotovitve, domnevno zaradi napake v prevodu iz francoščine. Šele po mnogih letih se je za pomoto opravičil Charles Best.